# Gònada
Les gònades (del grec gone, 'llavor'), són els òrgans reproductors dels animals que produeixen gàmetes, o cèl·lules sexuals (els òrgans equivalents de les plantes s'anomenen gametangis). En els vertebrats també exerceixen una funció hormonal, pel que també són anomenades glàndules genitals o glàndules sexuals.
- Les gònades femenines s'anomenen ovaris.[3]
- Les gònades masculines s'anomenen testicles o testes.[4]
- Alguns animals hermafrodites presenten una estructura gonadal única que produeix ambdós gàmetes, denominada ovotestis.[5] Els caragols són un exemple d'aquest grup.[6]